# بچه‌های محل
بچه‌های محل فیلمی به کارگردانی آرماییس آقامالیان و نویسندگی محمد متوسلانی محصول سال ۱۳۳۹ است.

## خلاصه داستان
مرد جوان قلدری در محله بروبیایی دارد و دخترهای محله غالباً معشوقهٔ او بوده‌اند...

## بازیگران
- ویدا قهرمانی
- گرشا رئوفی
- محمد متوسلانی
- منصور سپهرنیا
- سهیلا
- حمیده خیرآبادی
- پرخیده
- فریبرز فراهانی